# Infogrames Interactive
Cet article concerne la partie développement et édition de la société. Pour la société-mère, voir Infogrames Entertainment.
Infogrames Interactive est un développeur et éditeur de jeux vidéo, actif entre 2001 et 2003, puis de retour en 2024. 
La société-mère Infogrames Entertainment rachète Hasbro Interactive en 2001 au moment où Hasbro est en difficulté financière et a besoin d'argent. À la suite du rachat, Hasbro Interactive est renommé Infogrames Interactive. En 2003, Infogrames Entertainment décide d'utiliser la marque Atari pour toutes ses opérations, renomme Infograme Inc. en Atari Inc. et réalise une fusion d'Infogrames Interactive avec Atari Interactive. La nouvelle filiale prend le nom d'Atari Interactive.

## Histoire
Le 6 décembre 2000, Infogrames Entertainment et Hasbro Inc. (cette dernière est en difficulté financière) annoncent conjointement avoir trouvé un accord concernant la vente d'Hasbro Interactive. Le 29 janvier 2001, Hasbro revend 100 % de Hasbro Interactive à l'éditeur de logiciels français Infogrames Entertainment. La vente comprend presque tous les droits des jeux vidéo et des propriétés Hasbro Interactive, la filiale Atari Interactive, la marque Atari et ses propriétés intellectuelles, la division games.com, le développeur MicroProse avec une liste de 250 titres, mais ne comprennent pas la propriété d'Avalon Hill, la totalité pour un prix de 100 millions de dollars,. À la suite de la vente Hasbro Interactive est rebaptisé Infogrames Interactive.
Infogrames Interactive utilise les licences Atari et Hasbro Interactive et publie plusieurs jeux sur différentes plateformes (console), des compilations comme Atari Anniversary Edition ou Atari Revival. Infogrames Interactive développe également quelques jeux. En 2003, Infogrames Entertainment décide d'utiliser la marque Atari pour toutes ses opérations. Le 7 mai 2003, Infogrames Entertainment SA renomme sa filiale américaine Infogrames Inc. en Atari Inc. ; Infogrames Interactive est fusionné avec Atari Interactive, la nouvelle entité porte le nom de cette dernière et devient filiale de la toute nouvelle Atari Inc,. La marque Atari est utilisée pour développer, publier et distribuer des jeux sur les consoles de jeux vidéo les plus vendues et sur PC, la marque Infogrames est abandonnée. Les publications sont dorénavant effectuées via Atari Inc.
Le 23 avril 2024, Atari annonce sur ses réseaux sociaux réutiliser le nom Infogrames en tant que label d'édition. Le PDG, Wade Rosen, déclare à ce propos : « pendant des décennies, Infogrames s'est bâti une réputation d'éditeur et de développeur de jeux étonnants et éclectiques, et nous sommes ravis de le ramener. »

## Culture
Des jeux Infogrames apparaissent à de nombreuses reprises dans les vidéos du YouTubeur français Joueur du Grenier. La mauvaise qualité des jeux traités entraîne une blague récurrente faisant du logo Infogrames un gage de mauvaise qualité créant la peur chez Grenier dès qu'il l'aperçoit et des programmeurs de l'entreprise des incompétents.